# Замок Пернштейн
Замок Пернштейн (чеш. Pernštejn), прозванный «Мраморным» — фамильное гнездо моравско-чешского аристократического рода Пернштейнов, которое находится примерно в 40 км к северо-западу от Брно в Моравии.
Замок Пернштейн был построен, вероятно, в середине XIII века в готическом стиле. Он был постоянным местопребыванием моравского дворянского рода Пернштейнов и впервые был упомянут в 1285 году. Герб Пернштейнов — чёрная голова зубра с золотым кольцом в ноздрях — находится над входным порталом в дворец замка.
В начале XV века замок был дополнительно укреплён защитными системами. Появилось мощное поздне-готическое укрепление с новыми башнями, стенами и бастионами. При Яне IV Богатом замок был перестроен в резиденцию в стиле эпохи Возрождения. Из-за накопившихся долгов Ян V из Пернштейна были вынуждены продать замок в 1596 году.
В течение следующих столетий новыми владельцами внутри замка были произведены небольшие изменения, таким образом внешний вид замка в основном соответствует состоянию в XVI веке. 15 апреля 2005 года части чердаков были уничтожены в результате крупного пожара.
Замок служил съёмочной площадкой для многочисленных кинофильмов, в том числе «Носферату — призрак ночи». В 1975 г. в замке проходили съемки фильма-сказки «Принцесса на горошине» советского кинорежиссера Бориса Рыцарева, а также французской трилогии «Пришельцы».

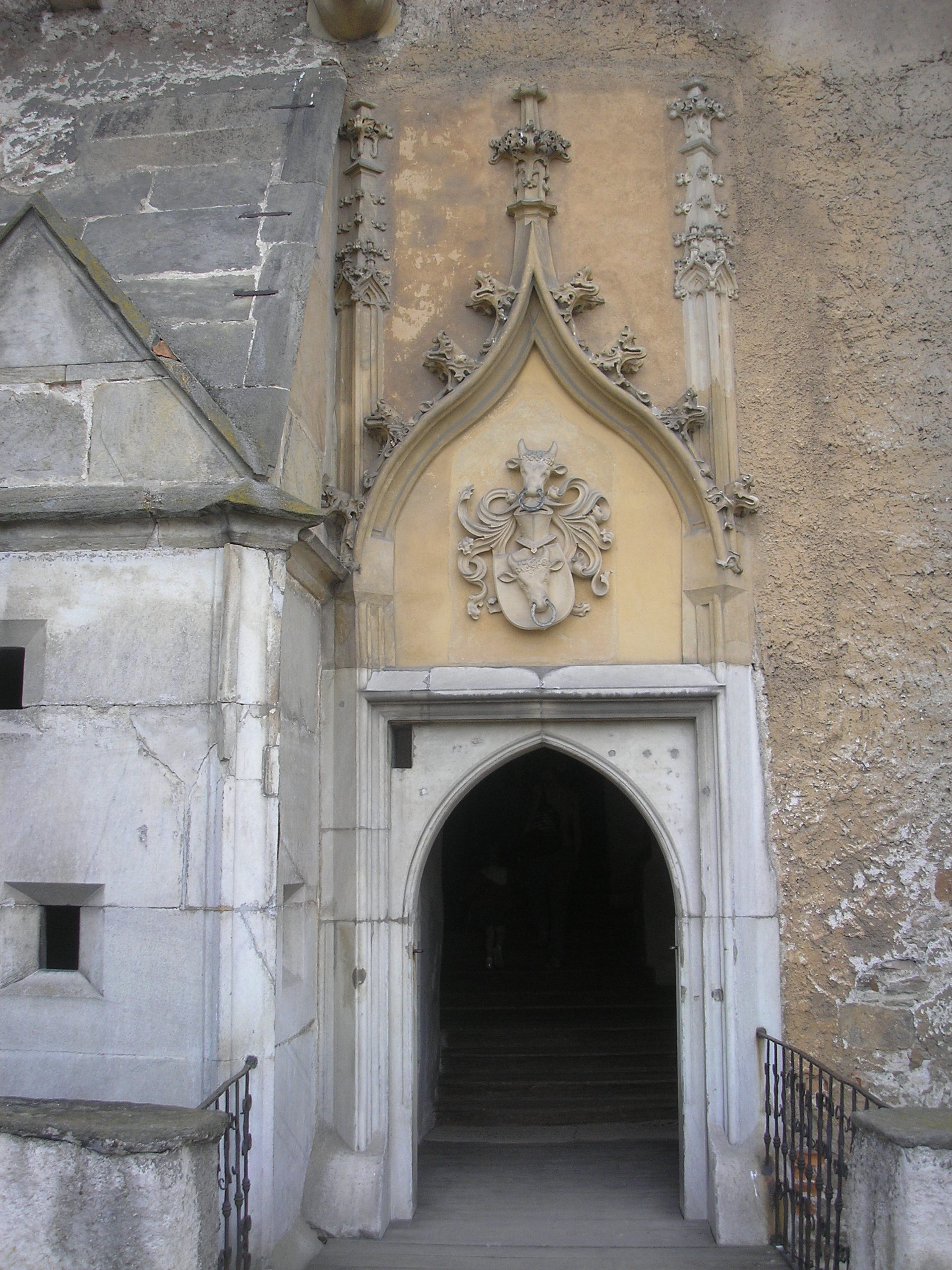
Вход во дворец с гербом Пернштейнов
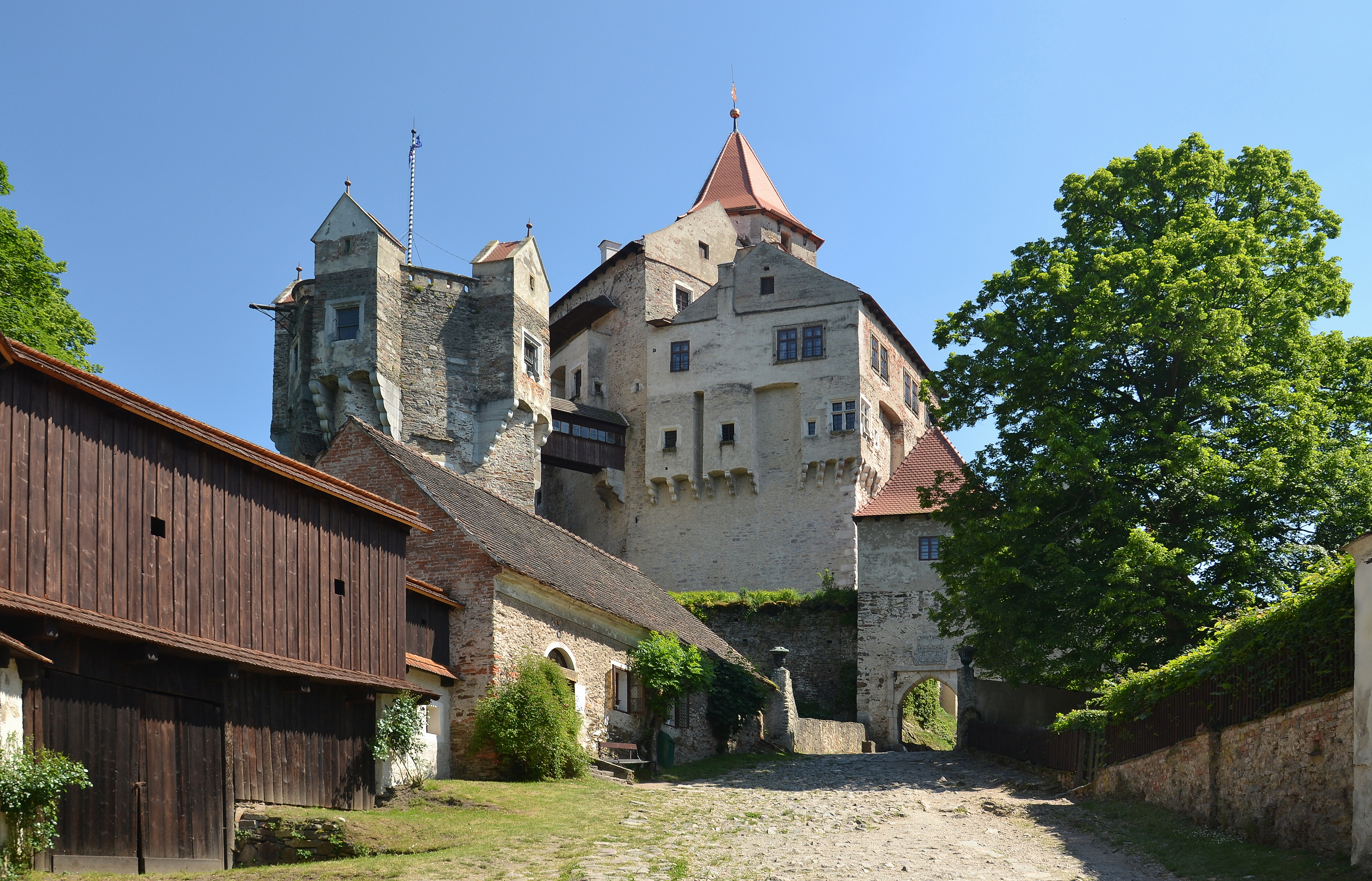
Дворец и башня четырёх времён года
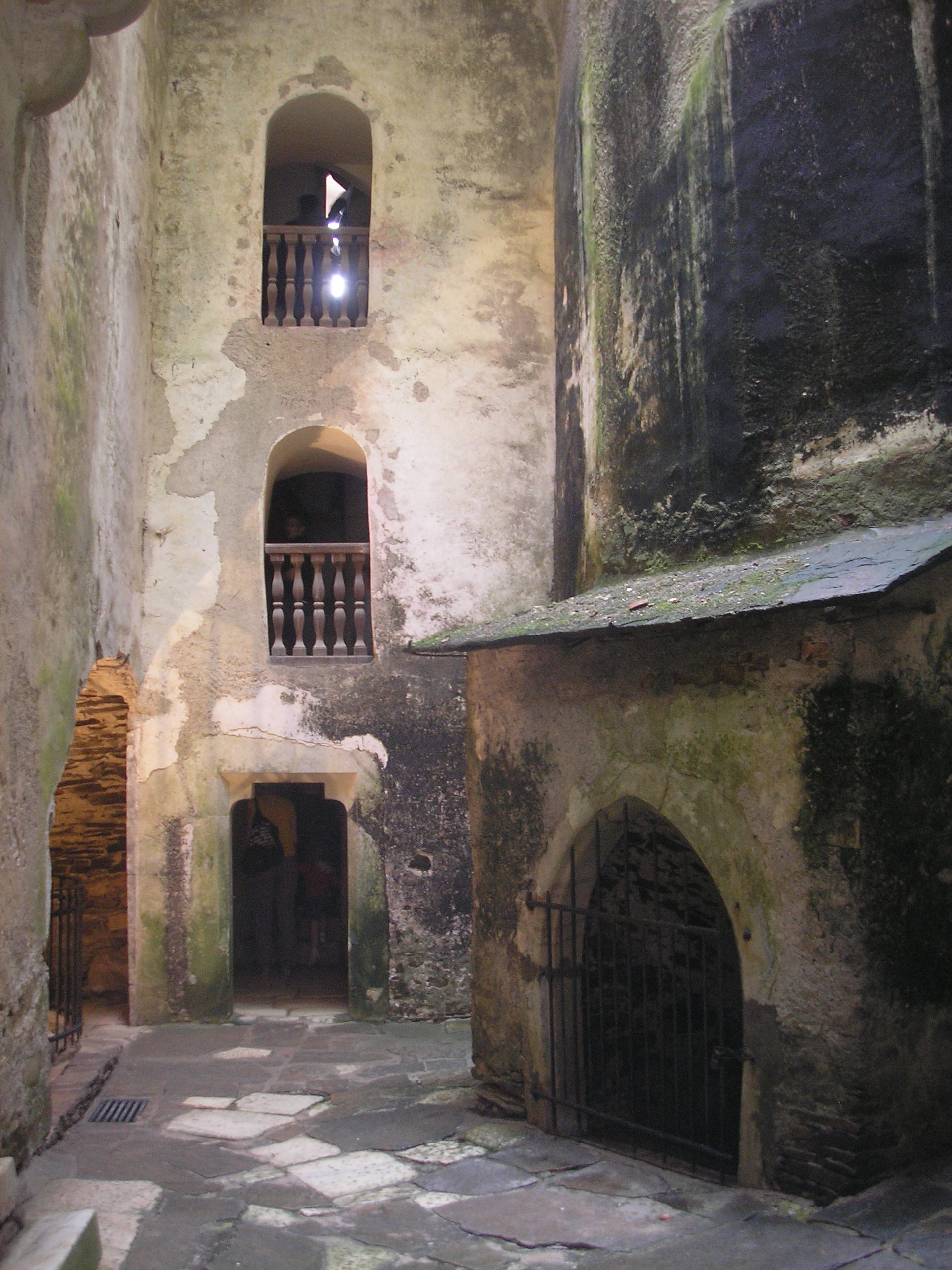
Двор дворца
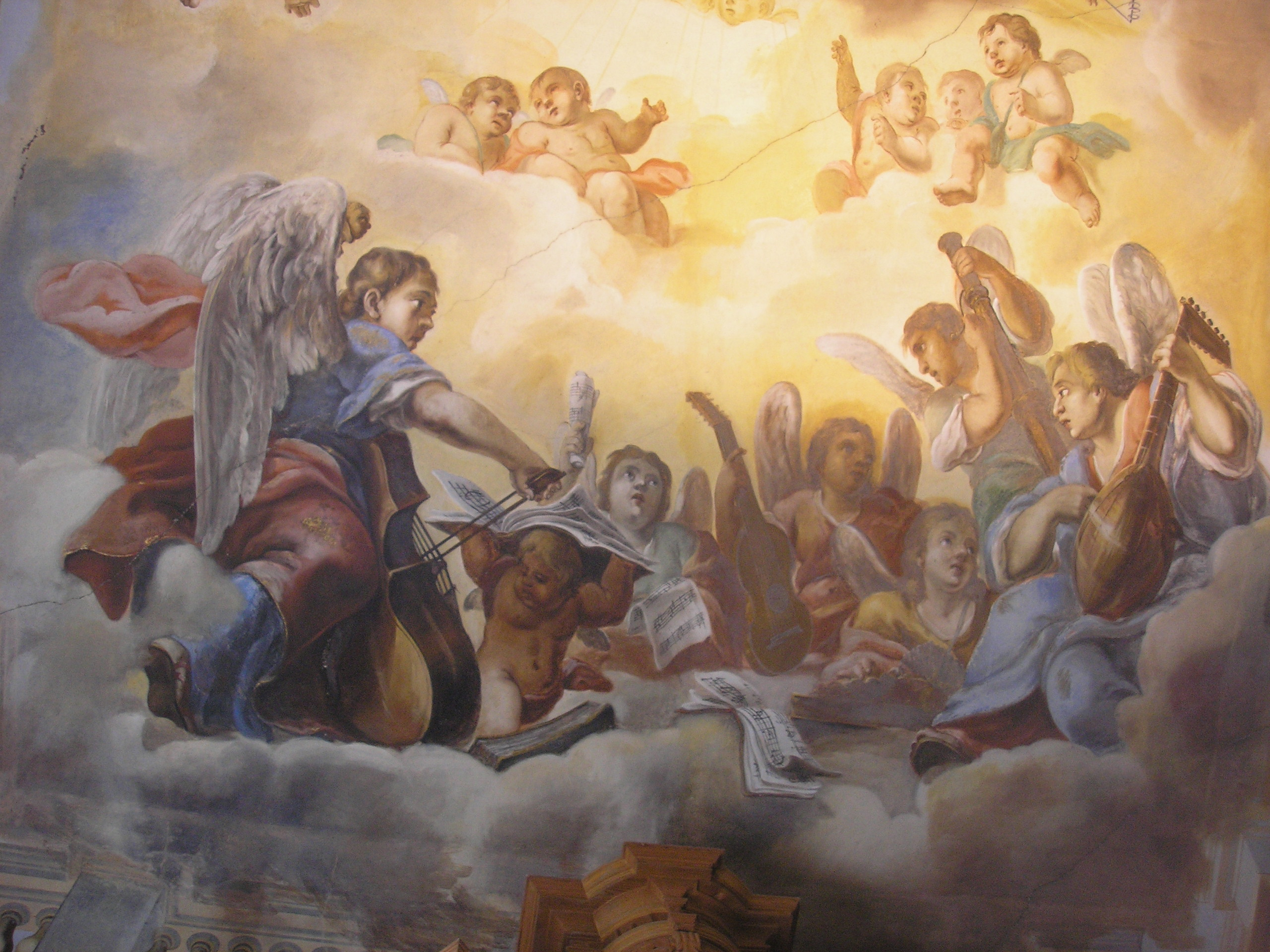
Фреска в часовне дворца